# Pararhadinorhynchus manteri
Pararhadinorhynchus manteri is een soort in de taxonomische indeling van de Acanthocephala (haakwormen). De worm wordt meestal 1 tot 2 cm lang. Ze komen algemeen voor in het maag-darmstelsel van ongewervelden, vissen, amfibieën, vogels en zoogdieren.
De haakworm komt uit het geslacht Pararhadinorhynchus en behoort tot de familie Transvenidae. Pararhadinorhynchus manteri werd in 1980 beschreven door N. K. Gupta & S. Fatma.